# Kabanse
Kabanse è un ward dello Zambia, parte della Provincia di Luapula e del Distretto di Kawambwa.